# Paul Laufs
Paul Laufs (* 22. Juni 1938 in Tuttlingen) ist ein deutscher Ingenieur und Politiker (CDU).
Er war von 1991 bis 1993 Parlamentarischer Staatssekretär beim Bundesminister für Umwelt, Naturschutz und Reaktorsicherheit und von 1993 bis 1997 beim Bundesminister für Post und Telekommunikation.

## Leben und Beruf
Nach dem Abitur 1957 in Rottweil absolvierte Laufs ein Studium des Maschinenbaus und der Luftfahrttechnik an der Technischen Universität München sowie der Universität Stuttgart, welches er 1963 als Diplom-Ingenieur beendete. Anschließend war er als Assistent am Institut für Aerodynamik und Gasdynamik der Universität Stuttgart tätig. 1967 wurde er mit der Arbeit „Kompressible, reibungsfreie Fadenströmungen mit bewegten Rändern“ zum Dr. Ing. promoviert. Anschließend war er an der Universität Stuttgart bis 1973 Lehrbeauftragter für Hyperschallströmungen am Institut für Aerodynamik und Gasdynamik. Von 1967 bis 1976 war Laufs außerdem Angestellter der IBM Deutschland in Stuttgart. Seit Mai 1998 ist er Honorarprofessor an der Universität Stuttgart. 2006 wurde er mit der Arbeit „Die Entwicklung der Sicherheitstechnik für Kernkraftwerke im politischen und technischen Umfeld der Bundesrepublik Deutschland seit dem Jahr 1955“ an der Universität Stuttgart zum Dr. phil. promoviert. Er ist der Autor eines umfassenden Fachbuchs zur Reaktorsicherheit und verwandten Sicherheitsfragen und -themen aus der Kerntechnik.
Paul Laufs ist verheiratet und hat fünf Kinder. Er ist seit 1958 Mitglied der katholischen Studentenverbindung KDStV Aenania München im CV und später wurde er noch Mitglied der AV Alania Stuttgart im CV.
1997 wurde er mit dem Großen Verdienstkreuz des Verdienstordens der Bundesrepublik Deutschland geehrt.

## Partei
Seit 1963 ist er Mitglied der CDU. Ab 1971 war er Vorsitzender des Landesfachausschusses für Umweltschutz der CDU in Baden-Württemberg. Außerdem gehört er bis heute – inzwischen als Ehrenmitglied – dem Kreisvorstand der CDU Rems-Murr an.

## Abgeordneter
Von 1979 bis 1984 gehörte Laufs dem Kreistag des Rems-Murr-Kreises an.
Von 1976 bis 2002 war er Mitglied des Deutschen Bundestages. Hier war er von 1986 bis 1988 Vorsitzender der Fraktionsarbeitsgruppe Umwelt, Naturschutz und Reaktorsicherheit und von 1988 bis 1991 stellvertretender Vorsitzender der CDU/CSU-Bundestagsfraktion.
Paul Laufs ist stets als direkt gewählter Abgeordneter des Wahlkreises Waiblingen in den Bundestag eingezogen.

## Öffentliche Ämter
Am 18. Dezember 1991 wurde Laufs als Parlamentarischer Staatssekretär beim Bundesminister für Umwelt, Naturschutz und Reaktorsicherheit in die von Bundeskanzler Helmut Kohl geführte Bundesregierung berufen. Anlässlich einer Kabinettsumbildung wechselte er am 21. Januar 1993 in gleicher Funktion zum Bundesminister für Post und Telekommunikation. Mit der Auflösung des Bundespostministeriums zum 31. Dezember 1997 schied Laufs aus dem Amt.

## Ehrungen
- 1986: Verdienstkreuz 1. Klasse der Bundesrepublik Deutschland
- 1997: Großes Verdienstkreuz der Bundesrepublik Deutschland

## Schriften
- Paul Laufs: Reaktorsicherheit für Leistungskernkraftwerke 1. Springer Berlin Heidelberg, Berlin, Heidelberg 2018, ISBN 978-3-662-53452-6, doi:10.1007/978-3-662-53453-3.
- Paul Laufs: Reaktorsicherheit für Leistungskernkraftwerke 2. Springer Berlin Heidelberg, Berlin, Heidelberg 2018, ISBN 978-3-662-54163-0, doi:10.1007/978-3-662-54164-7.